# Gymnodampia fusca
Gymnodampia fusca är en kvalsterart som först beskrevs av K. Fujikawa 2002.  Gymnodampia fusca ingår i släktet Gymnodampia och familjen Platyameridae. Inga underarter finns listade i Catalogue of Life.